# Motoki Nishimura
Motoki Nishimura (jap. 西村昌樹, Nishimura, Motoki; * 8. Juni 1947 in der Präfektur Chiba) ist ein ehemaliger japanischer Judoka. Er war 1972 Olympiadritter im Schwergewicht.

## Sportliche Karriere
Der 1,85 m große Motoki Nishimura gewann 1967 bei der Universiade in Tokio im Schwergewicht. 1972 siegte er bei den Asienmeisterschaften in der offenen Klasse.
Bei den Olympischen Spielen 1972 in München gewann er seinen ersten Kampf im Schwergewicht gegen den Schweizer Pierre Paris nach 1:07 Minuten. In seinem zweiten Kampf unterlag er Giwi Onaschwili durch Schiedsrichterentscheid (yusei-gachi). In der Hoffnungsrunde bezwang er M’Bagnick M’Bodj aus dem Senegal in 1:57 Minuten, den Franzosen Jean-Claude Brondani besiegte Nishimura durch yusei-gachi. Damit hatte der Japaner das Halbfinale erreicht, wo er dem Niederländer Willem Ruska durch yusei-gachi unterlag und eine Bronzemedaille erhielt.